# Džej Ramadanovski
Džej Ramadanovski, serb. Џеј Рамадановски (ur. 29 kwietnia 1964 w Belgradzie, zm. 6 grudnia 2020 tamże) – serbski piosenkarz, znany ze swoich ballad i emocjonalnego przekazu wokalnego.

## Życiorys
Urodził się 29 maja 1964 roku w Belgradzie w Jugosławii, w rodzinie robotniczej z macedońskiego miasta Resen i dorastał przy ulicy Skanderbega w Dorćolu, w centrum Belgradu.
Po odkryciu przez autorkę tekstów Marinę Tucaković, zyskał rozgłos, zajmując drugie miejsce na Międzynarodowych Targach Muzycznych w 1987 roku (MESAM) z piosenką „Zar ja da ti brišem suze”. Piosenkami takimi jak „Nedelja” (1991), „Sunce ljubavi” (1995) i „Upalite za mnom sveće” (1996) stał się jednym z największych artystów regionalnych lat 90. Džej zajął drugie miejsce na Festiwalu Muzycznym w 2008 roku z „Imati pa nemati”, a także był nominowany do nagrody Male Folk Singer of the Year podczas Serbskiego Oskara Popularności w 2011 roku.
Dodatkowo pojawił się w filmach Hajde da se volimo 2 (1989) i Vikend sa ćaletom (2020).
W wywiadzie dla Politiki stwierdził, że był spokrewniony z gangsterem Iso Lero „Džambą”, który napisał kilka jego piosenek. Z byłą żoną miał dwie córki.
W dniu 6 grudnia 2020 roku zmarł na atak serca, miał 56 lat.